# Château de Saint-Sauveur-le-Vicomte
Le château de Saint-Sauveur-le-Vicomte est un ancien château fort, du XIVe et XVe siècles, bâti sur un édifice antérieur de la fin du Xe ou du début du XIe siècle sur motte, aujourd'hui propriété de la commune, dont les vestiges se dressent sur la commune française de Saint-Sauveur-le-Vicomte dans le département de la Manche, en région Normandie. La forteresse fut l'une des grandes places anglaises de la guerre de Cent Ans.
Les ruines du château sont classées au titre des monuments historiques.

## Localisation
Les ruines du château occupent le sommet d'un escarpement rocheux naturel aménagé par l'homme, à l'entrée du bourg de Saint-Sauveur-le-Vicomte, au bord de la rivière Douve, dans un creux, dans le département français de la Manche. Il permettait de contrôler les routes de Valognes à Portbail et celle menant à Coutances ainsi que le trafic sur la rivière Douve, et aux XIVe et XVe siècles, il commandait le Seuil du Cotentin.
La forteresse contrôlait un important nœud de routes, avec, en gué ou sur pont, le passage de l'Ouve : au sud, la grande route gallo-romaine de Coutances par Lessay ; à l'ouest, la route de Portbail ; au nord-ouest, la route de Bricquebec, Les Pieux, La Hague, et Brix ; au nord, la route de Valognes ; à l'est, la route de rocade qui longe les marais jusqu'à Sainte-Mère-Église. Il interdisait également toute possibilité de pénétration en Cotentin en venant du sud par la voie occidentale.

## Historique
Il y eut probablement une première forteresse bâtie par les Vikings comme le pense Julien Deshayes, Animateur de l'architecture et du patrimoine du Pays d'art et d'histoire du Clos du Cotentin. Construite au bord du fleuve qu'ils venaient de remonter.
Le premier propriétaire du château, un fortin de bois sur motte, qui ne devait occuper qu'une petite partie de la plateforme actuelle, établi auprès du gué de l'Ouve, est probablement le baron normand Néel de Saint-Sauveur, seigneur de Saint-Sauveur et vicomte du Cotentin sous le règne du duc Richard II de Normandie (996-1026) ou son ancêtre Roger/Richard de Saint-Sauveur,.
C'est probablement Néel II de Saint-Sauveur, fils de Néel Ier, qui pendant la minorité de Guillaume le Bâtard, édifia sans doute un donjon. En 1046, il fit partie du complot visant à assassiner Guillaume, mais après la défaite, du 10 août 1047, des barons révoltés à la bataille de Val-ès-Dunes, le donjon est rasé, et Néel II condamné à sept années d'exil. Lui succède son neveu, Roger II († 1138).
Néel III, mort sans postérité mâle, sa nièce Létitia (Léticie) épousa, avant 1145, Jourdain Taisson. Ils eurent pour fils Raoul IV Taisson, vicomte de Saint-Sauveur. La baronnie de Saint-Sauveur et de Néhou passe aux Taisson à la suite du mariage de Raoul avec Mathilde de Falaise, et Mathilde, qui épousa Richard d'Harcourt, vers 1220, lui amenant en dot la baronnie de Saint-Sauveur.
Au début de la guerre de Cent Ans, le château est entre les mains de Geoffroy d'Harcourt, un cadet de la famille. Banni du royaume par un arrêt définitif du Parlement le 19 juillet 1344, tous ses biens sont confisqués et son château de Saint-Sauveur-le-Vicomte remis à Jehan de Bresne. Exilé d'abord sur ses terres de Flandres, il passe ensuite en Angleterre et fait hommage au roi d'Angleterre Édouard III, qu'il convainc de débarquer en Normandie. Geoffroy d'Harcourt sera, côté anglais, de toutes les batailles des années 1346-1356. Il finira par rejoindre le camp français après avoir fait annuler la sentence de bannissement à son encontre. Philippe VI de Valois lui rend alors ses terres et Geoffroy d'Harcourt se retire dans son château complètement ruiné dont il entreprend la restauration. Ce dernier, par une charge scellée, lègue, à sa mort (novembre 1356 au passage de la baie des Veys en combattant les Français), l'ensemble de ses possessions dont la baronnie de Saint-Sauveur au roi d'Angleterre Édouard III qui profite de l'occasion de cet héritage pour s'emparer du Cotentin.
Le château occupé depuis 1356, le traité de Brétigny conclu en 1360 le laisse aux Anglais, qui y installent en janvier 1361, l'un des leurs, probablement le meilleur soldat anglais du moment, Jean Chandos, qui sera la même année fait lieutenant général de toutes les possessions anglaises dans le royaume de France et connétable d'Aquitaine. Il renforce encore la place forte et la dote notamment de son grand donjon carré,. Quartier général des troupes anglaises, ceux-ci établissent aux alentours des postes fortifiés tel que Garnetot, et la place, principal point d'appui anglais en basse-Normandie leur sert de base de départ de chevauchées dévastatrices.
En 1374, Charles V veut chasser les Anglais du dernier château qu'ils occupent encore en Normandie. Les préparations du siège durèrent deux ans et il en confie le commandement à Du Guesclin à la tête de 3 000 hommes d'armes et 600 arbalétriers. En septembre 1374, l'amiral Jean de Vienne commence par isoler la place et construit des bastides à Pierrepont, Pont-l'Abbé, et Beuzeville. Le siège s'éternisant on envoie en renfort des machines de siège fabriquées à Caen et Saint-Lô, dont une grosse bombarde forgée à Caen,, mise en œuvre le 12 mai 1375 et le 21 mai quatre canons de fer et vingt-huit canons de cuivre venant de Paris. Froissart, le chroniqueur royal, nous raconte que c'est grâce à ses canons que l'amiral de France, Jean de Vienne, s'empara de la place,, au bout de dix mois, le 3 juillet 1375. Les Anglais, qui avaient mis en œuvre 32 bouches à feux, monnayent leur reddition 50 000 francs d'or, peuvent rentrer en Angleterre avec armes et bagages, honneur et fortune. Charles V répare la place, gravement endommagée, qu'il donne à son chambellan, le sire Bureau de La Rivière, puis à Charles d'Ivry, chambellan de Charles VI.
Le duc de Gloucester, Humphrey de Lancastre, reprend la place, possession de la famille d'Ivry, le 25 mars 1418 sans combat. En 1419, Jehan de Robessart, un seigneur de Hainaut, puis son fils, Thierry de Robessart en prennent possession au nom du roi Henri V. En 1450, Dunois reprend la place après un bref assaut. La victoire française de Formigny ayant sonné le retrait définitif des Anglais en Normandie. Jean de Robessard, alors capitaine de la place, à la tête de deux cents hommes fait sa soumission. Charles VII donne la baronnie de Saint-Sauveur à son chambellan, André de Villequier. Se succèdent, Baptiste de Villequier, puis après 1559, son fils René de Villequier, premier gentilhomme de la chambre du roi, mignon d'Henri III, hérite de la seigneurie.
Le château, défendu par une garnison de trente hommes, joua encore un rôle lors des guerres de Religion. En 1574, la forteresse se rend à des troupes protestantes, sous les ordres du comte de Montgommery, qui est rapidement reprise par le pouvoir royal. Elle est encore une fois prise, en Octobre 1589, par des ligueurs hostiles au roi Henri IV, qui s'y maintiendront plusieurs mois. Vers 1580, le château a pour capitaine Léobin du Saussay, et vers 1590  Guillaume de Pierrepont. Puis après ces dernières et quelques escarmouches, le château, avec les progrès de l'artillerie, rendant ses défenses obsolètes et ayant perdu tout intérêt stratégique, tombera en désuétude. En 1685, le père Chaudran, jésuite, y fonde un hôpital puis un orphelinat.
Au cours des XVIe et XVIIe siècles, la place après être passé entre les mains d'Henri III, échoit à Marie de Médicis, puis Louis XIV qui en 1691, y fonde un hôpital-hospice, et Louis-Alexandre de Bourbon dont les descendants la conserveront jusqu'à la révolution française.
De 1712 à 1789, le château sert de prison.
En 1944, le château est gravement endommagé par les bombardements alliés. Après avoir abrité le musée Barbey-d'Aurevilly (1956) et une maison de retraite, le château a retrouvé depuis le début des années 2000 son cachet original.
La restauration du château fait partie des projets retenus du Loto du patrimoine 2020, avec notamment des réfections sur la tour des prisons et la consolidation et restauration des parements, ainsi que la reprise de l'étanchéité des arases des murs des courtines.

## Description

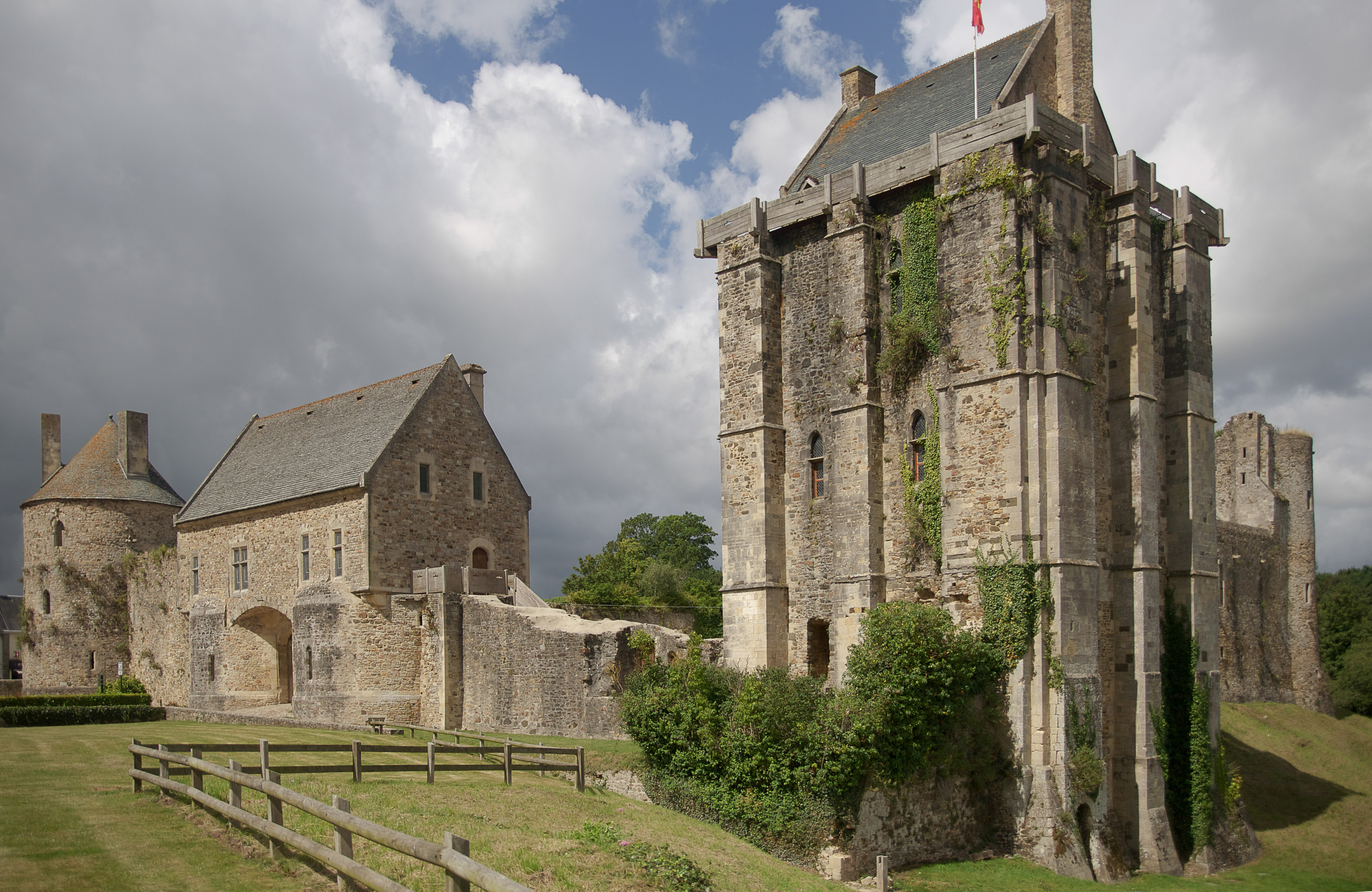
Le donjon, avec le logis Robessart et au fond la tour des prisons.

Les vestiges du plus grand château médiéval du Cotentin datent, pour l'essentiel, des XIVe et XVe siècles, bien qu'il existe sans doute au moins dès le XIe siècle.

### Enceinte, haute et basse-cour
Le château se présente sous la forme d'une haute cour, vaste enceinte polygonale de 50 × 60 mètres, flanquée de huit tours, cinq tours rondes en plus des deux tours flanquant le châtelet et dans l'angle sud-est le donjon carré avec ses contreforts massifs, reprenant le plan des donjons romans et défendue par de solides murailles.

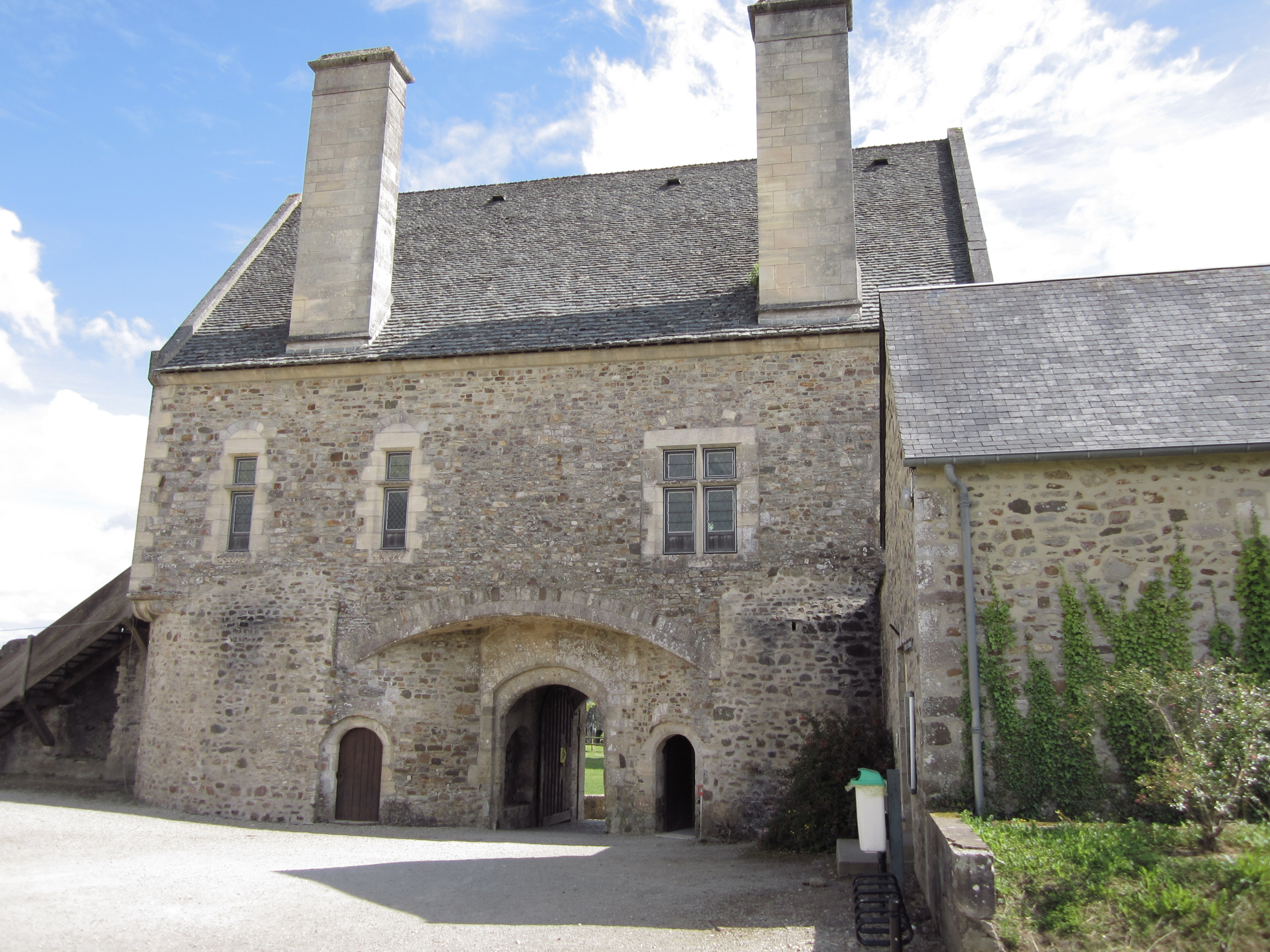
Le logis Robessart (châtelet d'entrée).

On accède à la haute cour par un pavillon d'entrée, la porte Robessart, passage voûté entre deux tours tronquées, qui a été surmonté au XVIe siècle d'une construction rectangulaire ; le logis Robessart, faisant communiquer la basse cour et la haute cour.
La basse-cour dont la courtine est fort endommagée ne subsiste plus que dans sa partie sud-ouest, et n'a conservé que les vestiges, au sud, de deux tours et son châtelet d'entrée réduit à son rez-de-chaussée. Ses profonds fossés, qui entouraient l'énorme butte, ont été comblés et servent de nos jours d'esplanade.

### Donjon

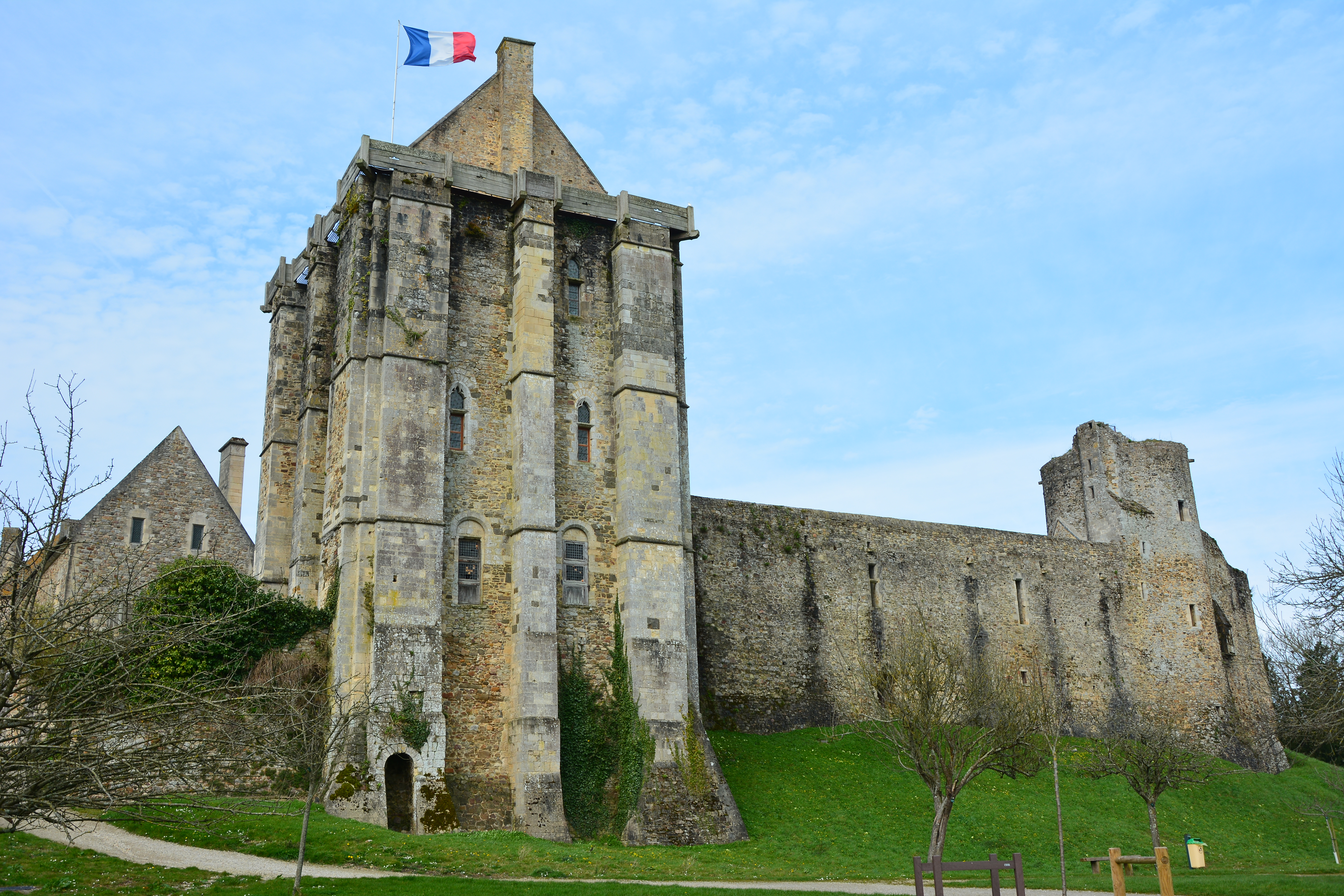
Le donjon.

Dans l'angle sud-est, à 30 mètres au-dessus de la vallée de la Douve qu'il domine, se dresse le donjon carré (1346-1370), abritant trois niveaux résidentiels, plus une pièce haute sous combles, intégré au rempart du XIIIe siècle. Bâti en appareil irrégulier en moellons de grès, il est haut de 25 mètres, mesure environ 13,50 mètres de côté, et a des murs épais de 1,80 à 2,30 mètres.
Cette tour maîtresse dressé en 1346, sur la motte originelle, par Geoffroy d'Harcourt, puis par John Chandos, est renforcé par des contreforts plats à la mode romane. On y accédait à la hauteur de son premier étage, par un pont jeté sur la courtine, dans le mur sud-ouest. Au rez-de-chaussée, sa salle voûtée d'arêtes en quatre berceaux brisés, donnant de plain pied avec la haute cour, repose sur un pilier médian octogonal et s'éclaire par de larges fenêtres. On accède aux salles supérieures planchéiées, qui ont perdu leurs plafonds, par un escalier à vis placé dans l'angle nord-ouest. Au sommet, la terrasse qui a perdu son parapet et ses créneaux a été couverte au XVIe siècle d'une maisonnette.

### Tour des prisons

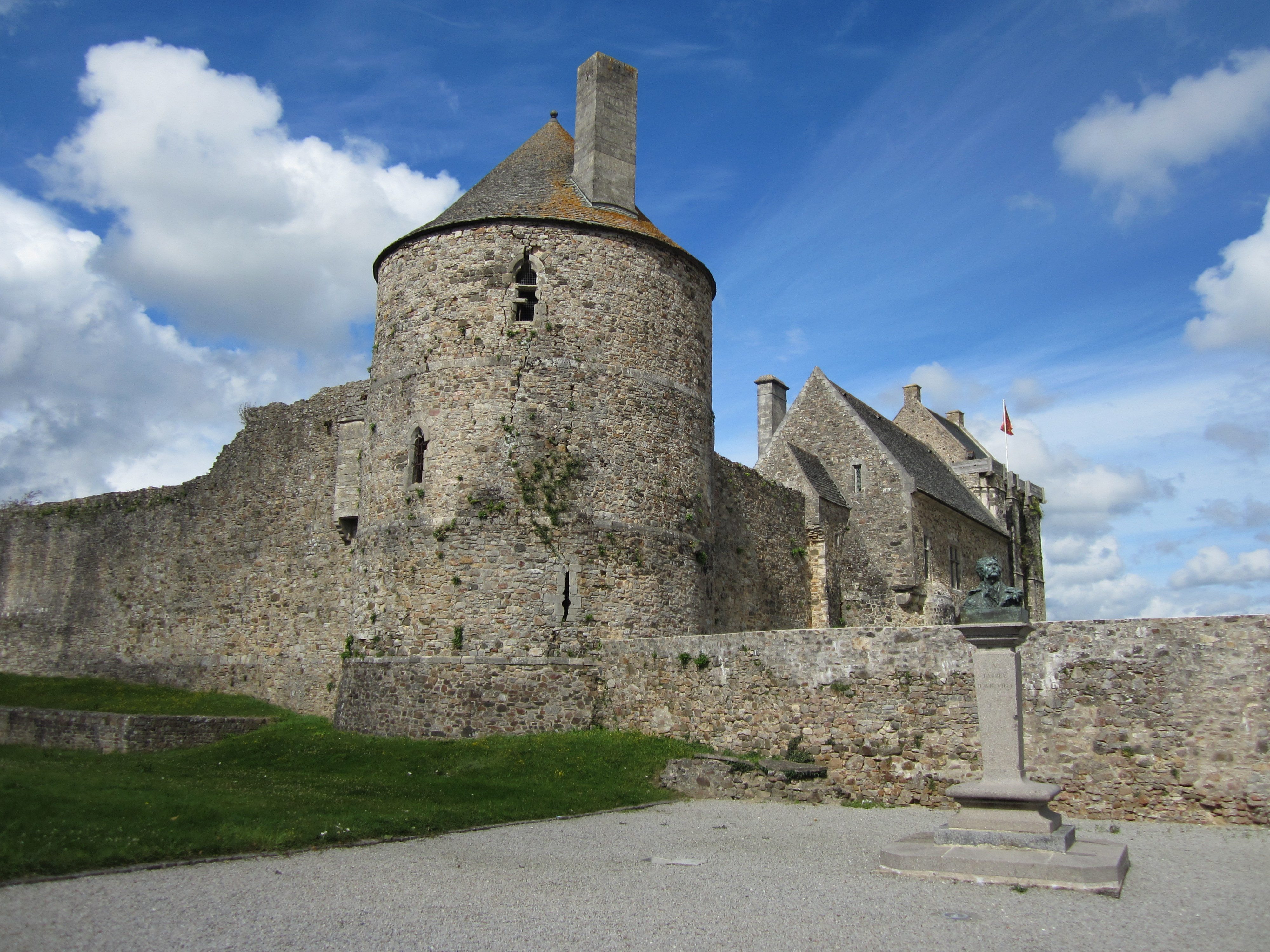
La tour des prisons.

Au sud-ouest de l'enceinte se dresse la tour des prisons, au XIVe siècle nommée « tour d'Aillet », de 11 mètres de diamètre. Tour-prison au XVIIe siècle, au XVIIIe siècle, ce bastion servait encore de prison, et ses murs sont couverts de graffitis et dessins réalisés par ceux qui y étaient enfermés. Elle s'éclaire notamment par une baie à remplages trilobés caractéristique du XIVe siècle.

#### Graffiti de la tour des prisons
On peut notamment voir des dessins tels que crucifix, potences, menottes, etc. et lire un cantique formé de quatre vers que l'on chante encore au grand Pardon de la mer à Granville.
S'il est en ton cœur gardé le sainct nom de Jésus et Marie

en passant ne t'oublie de dire un pater et un ave

Loué et adoré soit à jamais le saint S[acre]ment de lautel.

[Qui] fera a Jesu[s] reverence gaingnera indulgenge.

### Tour de la Batterie
La tour de la Batterie, du début du XIIIe siècle, avec ses trois étages voûtés en coupole, aussi nommée « Vieux Donjon », se dresse dans l'angle nord-est de l'enceinte. Cette tour a la particularité d'avoir une gaine de tir ménagée dans l'épaisseur du mur, allant d'une courtine à l'autre sans communiquer avec la tour. À partir de cette tour, la courtine a été « raccourci » à la suite d'un siège, délimitant une plate-forme extérieure.

### Tour Houlande et tour des Cigognes
La tour Houlande, sur le rempart ouest, a été construite lors de l'occupation anglaise du château et est baptisée du nom du gouverneur anglais Thomas Holand, mort en 1360.
Dans l'angle nord-ouest, la tour des Cigognes peut vraisemblablement évoquer John of Storkes, capitaine de la garnison en 1367, stork signifiant cigogne en anglais. La présence anglaise est également visible dans le style de fenêtres et de cheminées.

## Protection
Les ruines du château sont classées au titre des monuments historiques par liste de 1840.

## Visite
Le château se visite du 1er juin au 15 septembre, et le reste de l'année sur réservation auprès de l'office de tourisme de Saint-Sauveur-le-Vicomte.

## Honneur de Saint-Sauveur
L'honneur (fief) de Saint-Sauveur, avec son château, et qui en comptait deux autres, occupait géographiquement le centre du Cotentin. Sur les dix-sept fiefs qui ont pu être répertoriés, tenues par treize familles différentes, dont trois possédaient des fiefs dans plusieurs paroisses, la répartition était la suivante : entourant l'honneur, un petit noyau de fief placé sous sa dépendance et qui sont à peu près tous sur des paroisses mitoyennes (Taillepied, Neuville, Saint-Sauveur-de-Pierrepont, Rauville-la-Place, Fierville-les-Mines et Saint-Rémy-des-Landes) ; un autre noyau, situé au nord-ouest près de la côte groupées de part et d'autre des Pieux, qui comprenait le finage de sept paroisses (les Pieux, Pierreville, Saint-Germain-le-Gaillard, Grosville, Bricquebosq, Saint-Christophe-du-Foc, puis quelques fiefs à l'est de Saint-Sauveur (Fresville, Joganville et Vaudreville) et un seul au sud-est (Auvers). À noter que l'honneur de Saint-Sauveur fut au milieu du Xe siècle démembré en faveur de l'honneur de Néhou, qui lui resta attaché jusqu'en 1046.

## Seigneurie de Saint-Sauveur-le-Vicomte
À la Renaissance, la seigneurie s'étend sur plus d'une trentaine de villages, avec au centre de la juridiction, le château de Saint-Sauveur-le-Vicomte. Les seigneurs de Saint-Sauveur disposaient du droit de haute justice applicable en « toutes matières criminelles et civiles », qui impose la présence de nombreux officiers : juges, procureurs, avocats, greffiers et autres gens de robes (robins). Les forêts de la baronnie sont administrées par un officier des Eaux et Forêts (verdier) assisté de lieutenants et de sergents. Les impôts et les rentes sont perçus par le prévôt assisté par plusieurs hommes. Le bailli au sommet de la hiérarchie a la charge de faire appliquer la justice et de superviser touts ses petits notables placés sous ses ordres.
Pour Saint-Sauveur nous trouvons notamment les personnages suivants :
- Jean II Desmaires (v. 1501 - v. 1591), écuyer, sieur de Vaupépin, greffier, qui construira le manoir des Maires (v. 1553) ;
- maître Jean Jourdan, sieur de Launey, lieutenant civil au bailliage de Saint-Sauveur-le-Vicomte (1638) ;
- Robert le Rossignol, lieutenant civil et criminel au bailliage de Saint-Sauveur-le-Vicomte (v. 1720) ;
- Marin Laronche, sergent royal au bailliage de Saint-Sauveur-le-Vicomte (v. 1720) ;
- Charles Le Verrier, lieutenant général au bailliage de Saint-Sauveur-le-Vicomte (v. 1750).

Les barons de Saint-Sauveur-le-Vicomte contrôlait, en outre, au pied de la forteresse, un port fluvial qui servait à exporter les productions de la seigneurie et à approvisionner le château et le bourg. Ils revendiquaient la possession de « toute la rivière d'Ouve, depuis la croix à la Postrerye près la commune de Golleville, au-dessus de Néhou, jusqu'à Longraque, près des Moytiers (Les Moitiers-en-Bauptois) ».